# William Converse-Roberts
William Converse-Roberts est un acteur américain né à Needham au Massachusetts.

## Filmographie

### Cinéma
- 1985 : 1918 : Horace Robedaux
- 1986 : On Valentine's Day : Horace Robedaux
- 1987 : Courtship : Horace Robedaux
- 1997 : Le Collectionneur : Dr Wick Sachs
- 1999 : La Tête dans le carton à chapeaux : Murphy
- 1999 : Drive Me Crazy : M. Hammond
- 2001 : Bandits : Charles Wheeler

### Télévision
- 1979 : Mayflower: The Pilgrims' Adventure : Stephen Hopkins
- 1979 : Ryan's Hope : Duke Cheever (13 épisodes)
- 1981 : Another World : Blue (1 épisode)
- 1987 : Les Incorruptibles de Chicago : Steve Altman (3 épisodes)
- 1987-1989 : Equalizer : John Kelly et Will Rattigan (2 épisodes)
- 1987-1991 : The Days and Nights of Molly Dodd : Fred Dodd (30 épisodes)
- 1990 : La Loi de Los Angeles : Wayne Lafferty (1 épisode)
- 1991-1993 : La Voix du silence : Arthur Gold (44 épisodes)
- 1994 : L'As de la crime : Doug MacGruder (1 épisode)
- 1995 : Arabesque : Justin Haynes (1 épisode)
- 1995-1996 : The Client : Dr Gus Cardoni (6 épisodes)
- 1995-2000 : Diagnostic : Meurtre : Ethan Foster et Ivan Brock (2 épisodes)
- 1996 : Waikiki Ouest (1 épisode)
- 1996-1997 : Esprits rebelles (en) : Hal Gray (6 épisodes)
- 1997 : L'Antre de Frankenstein : Grant Russo (2 épisodes)
- 1998-2000 : Any Day Now : Matthew O'Brien (32 épisodes)
- 1998-2002 : The Practice : Bobby Donnell et Associés : Michael Forbes (3 épisodes)
- 2000 : Washington Police : Donner (1 épisode)
- 2002 : Firefly : Gabriel Tam (1 épisode)
- 2002 : Robbery Homicide Division : C. Conway Plummer (1 épisode)